# Kloster Opatovice
Das Kloster Opatovice (deutsch Kloster Opatowitz; lateinisch Cella Opathovicensis) war eine in den Hussitenkriegen untergegangene Benediktinerabtei in Ostböhmen. Sie stand im Nordosten der heutigen Ortschaft Opatovice nad Labem.

## Geschichte
Das Kloster wurde 1073 als Benediktinerniederlassung gegründet und mit Mönchen aus dem Stift Břevnov besiedelt. Die Gründungsurkunde, bei der es sich um eine Fälschung handeln soll, wird im Oberösterreichischen Landesmuseum in Linz aufbewahrt. Manche Forscher nehmen an, dass die Gründung erst 1086 durch König Vratislav II. erfolgt sein könnte. Zur Dotation des Klosters wurden von Anfang an die Ortschaften Opatovice, Osice, Vysoká und Přelouč ausgewiesen. 1129 kamen Stolany, Lohenice, Březhrad, Dolany, und Stěžery hinzu.
1151 ließen sich in Opatowitz auch die Benediktiner aus dem Kloster Hradisch nieder, das sie verlassen mussten, nachdem es durch den Olmützer Bischof Heinrich Zdik an den Prämonstratenserorden übergeben worden war. Von dort brachten sie die Hradischer Chronik mit, die sie in Opatowitz weiterführten. 
Erster bekannter Klostervorsteher war 1148–1163 Abt Mysloch. Er wurde durch den Prager Bischof Daniel I. zum Priester geweiht. Anfang der 1150er Jahre soll er in Cluny gewesen sein. Nach seiner Rückkehr errichtete er neue Klostergebäude und eine Klosterkirche aus Stein. 
Nachdem bei der Schlacht bei Wahlstatt 1241 der schlesische Herzog Heinrich II. der Fromme getötet worden war, gründeten die Herzoginnen Hedwig von Schlesien und Anna von Böhmen auf dem Schlachtfeld eine Benediktinerpropstei, deren Betreuung sie Mönchen aus Opatowitz übertrugen. Die Propstei sollte als Seelgerät für den getöteten Herzog dienen. 
Auch das 1242 von der Herzogin Anna von Böhmen gestiftete Kloster Grüssau (Křesobor) wurde mit Benediktinermönchen aus Opatowitz besiedelt, die es mit dem Auftrag zur Kolonisierung der Gegend erhielten. 1289 musste Abt Tschaska auf die Grüssauer Propstei jedoch verzichten, als Herzog Bolko I. dort die Gründung des Zisterzienserordens plante, dessen Gründungsurkunde 1292 erstellt wurde. Die im Herzogtum Schweidnitz gelegenen Dörfer Rusik (Rauske) und Drobnossowe (Dromsdorf) bei Striegau blieben jedoch weiterhin in Opatowitzer Besitz.
Vor 1250 entstand im oberen Elbtal zwischen Klášterská Lhota und Dobrá Mysl das Tochterkloster Heinrichsau, das später zur Propstei Wrchlab erhoben wurde. Sie ging zu Beginn der Hussitenkriege unter.
Nach dem Tod des Abtes Hroznata z Lipoltic († 1347) wurde 1348 Jan Neplach dessen Nachfolger. Er gehörte zu den engsten Beratern des Kaisers Karl IV. und unterhielt auch ein vertrauensvolles Verhältnis zum Prager Erzbischof Ernst von Pardubitz, der den neu errichteten Maria-Magdalena-Altar der Klosterkirche weihte. 1352 erneuerte Karl IV. die Privilegien für das Kloster, zu denen auch die Rechtsprechung über die klösterlichen Besitzungen und deren Untertanen gehörte. Die nächsten Klostervorsteher waren 1371–1389 Jan z Orle und 1389–1415 Peter Lazur.
Ende des 14. Jahrhunderts entstand in Přelouč, das zu den Besitzungen des Klosters gehörte, eine weitere Propstei von Opatowitz.
Nachdem König Wenzel IV. zur Tilgung seiner Schulden bei Johann Městecký von Opočno diesem die Erträge des Klosters Opatowitz versprochen aber nicht bezahlt hatte, ließ Městecký in der Nacht vom 1. auf den 2. November 1415 das Kloster von seinen Truppen überfallen und ausrauben. Bei dem Überfall kam Abt Peter Lazur zu Tode.
1421 überfielen die Hussiten unter Diviš Bořek z Miletínka das Kloster und plünderten es. Anschließend wurde es niedergebrannt. Die Mönche flohen nach Neumarkt in Schlesien, wo ihnen bereits 1349 durch den Breslauer Bischof Preczlaw von Pogarell das Patronat über das Marienspital übertragen worden war. Hier gründeten sie eine Propstei, in der nunmehr die Opatowitzer Äbte residierten. Letzter Abt war Gregor II. Rüdiger. Weil sich 1535 für diesen kein Nachfolger fand, wurden die Propsteien Neumarkt und Wahlstatt durch den Liegnitzer Herzog Friedrich II. eingezogen.
Das Mutterkloster Opatowitz wurde nach den Zerstörungen von 1421 nicht wieder aufgebaut.